# 東京教父
《東京教父》，是一部由MADHOUSE製作，今敏執導，於2003年12月29日在日本首映的動畫電影，故事主軸講述住在東京新宿三名無家可歸的露宿者，在聖誕節前夕，於東京街頭發現一個棄嬰，三人隨後為了棄嬰而出發尋找她的親生父母的故事。
本片是今敏繼《藍色恐懼》（1997年）、《千年女優》（2002年）之後的第三部動畫電影作品，劇情靈感來自約翰·福特導演的1949年美國電影《荒漠義俠》及其原著《The Three Godfathers》。《東京教父》在上映後曾入圍日本新媒體動漫藝術節年度最佳電影，並獲選為2003年第7屆日本新媒體動漫藝術節動畫部門優秀獎。2020年本片重新以4K修復版於全球發行。

## 劇情簡介
在一個聖誕夜裡，東京三個無家可歸的人──一心想當母親的跨性別女子小花、自以為態度實際的中年漢阿仁與逃家少女美雪──在垃圾場找尋小花要給美雪的聖誕禮物並打打鬧鬧時，發現一位被遺棄的女嬰。女嬰的隨身物品中包括數張女嬰的父母的照片和一張某家俱樂部的卡片，成為追尋其身世的線索。
美雪建議報警；但小花一心想撫育嬰兒，給女嬰取名為清子，意為“純潔的小孩”；阿仁則不以為然。後來小花決心親自找出其父母以問出拋棄骨肉的真相。三人憑藉著少許的線索及一連串的巧合，不但找出整件事的來龍去脈，也各自與自身的過去和解，找到向前的動力。最後並成為棄嬰的教父們。

## 主要角色
阿仁
聲：江守徹
中年遊民，是3人中遊民資歷最久的人。自稱自己是前競輪賽選手，因為籌措女兒醫療費而在比賽中故意放水，被拆穿後喪失選手資格。
實際上是腳踏車店的老闆。因為愛賭又一直借錢而欠下大筆債務，因此拋下家庭而成為遊民，為了應該已經長大的女兒而努力存錢，最後也終於與女兒相認。阿仁的女兒與他們撿到的嬰兒一樣都叫做「清子」。在故事結尾時，能知道他從老遊民手上獲得的彩券幸運中了最大獎。
小花
聲：梅垣義明
前扮裝皇后的變性人遊民。由於男友過世而失去活力並成為遊民。
因為沒擁有過幸福的家庭生活，讓她對棄嬰的遭遇感到無比同情而決定要照顧她。為人非常重感情，還自願擔任扮黑臉的角色。過著遊民生活但身體卻很虛弱。
將被人丟棄的嬰兒以「平安夜 (歌曲)」的日文諧音將她命名為「清子」（きよこ）。與阿仁關係十分曖昧，但自己最終認為只是同情他而已。
負責配音小花的梅垣義明，在劇中秀出壓箱寶時，曾有他唱著由越路吹雪所演唱的演歌ろくでなし」的場景。
美雪
聲：岡本綾
離家出走的女高中生。由於誤會貓被父親丟掉，與父親吵架時拿刀刺傷父親，然後就這樣離家出走而與阿仁他們一起生活。
美雪的父親同時也負責搜查被人從雙親那邊綁架而行蹤不明的嬰兒（清子）。
因為長年的遊民生活，讓原本肥胖的她也因此變得很清瘦。其名字漢字寫作「美由紀」。
清子
聲：興梠里美
被人丟棄在資源回收場的新生兒。被阿仁他們發現時正好是聖誕節，因此就以「平安夜 (歌曲)」的日文諧音將她命名為清子（きよこ）。3人撿到她以後，就開始陸續發生奇蹟在他們身上。

### 其他
太田
聲：飯塚昭三
黑道老大，在阿仁他們掃墓完畢而要回家的路程中，在坡道上看到他被自己的車子壓住而救了他。雖然他招待3人去參加他女兒的婚禮，卻讓他們被捲入槍擊事件中。他的姓氏與阿仁從墓地那邊偷拿別人供奉的酒的墓碑姓氏一樣。
媽媽桑
聲：加藤精三
小花以前工作的同志酒吧的媽媽桑。就算小花曾因故毆打客人而因此離開，他也只是平靜地說「這是能用錢解決的事情」而沒有特別責怪小花，並願意等她回來。
泰男
聲：石丸博也
幸子的老公，也是他將清子丟棄在垃圾場。住在堆滿垃圾的房間，是位一邊夢想能靠賭博賺大錢一邊過著怠惰生活的廢人。其模樣讓阿仁彷彿看到過去的自己而修理他一頓。
老人
聲：槐柳二
老遊民。倒在路上並受到阿仁照顧，臨死前將遺物包括彩券託付給阿仁處分。
美雪之父
聲：屋良有作
警察。負責搜查某起新生兒被人從醫院綁架的案件。清子順利找回來後，與女兒美雪在醫院中再次相遇。妻子似乎沉迷宗教。
幸子
聲：寺瀨今日子
自稱為清子母親的女性。由於老公泰男把清子遺棄在外面，讓她在絕望之餘企圖投河自盡，卻被小花和美雪阻止，並因此與嬰兒清子再會。但實際上女嬰清子是她從醫院偷來，而非她親生。
清子（阿仁的女兒）
聲：能登麻美子
現在擔任護士。在阿仁不在以後，與不痛恨他的母親一直等待他的回家。近期預定要與醫生結婚。
醫生
聲：大塚明夫
替旅程中倒地的小花看診的醫生。實際上是阿仁女兒的未婚夫。
新郎
聲：小山力也
太田的女婿。曾借錢給阿仁的黑道。為了保護太田而被槍擊並受到重傷。
胡桃澤、山之内、貓婆婆
聲：犬山犬子、矢原加奈子、柴田理惠
住在幸子夫婦家附近的鄰居。
計程車司機
聲：山寺宏一
與三位主角間有著孽緣的司機。不但在不知情的情況下載到殺人未遂的殺手以及美雪，最後為了幫他們搶回清子，還與他們一起進行飛車追逐，可說是因此碰上許多倒楣事。
其他出演人员：
宇垣秀成，小形滿，川崎惠理子，芝原千彌子，竹口安藝子，伊藤和晃，古田信幸，湯屋敦子，清水敏孝，堀川仁，風間勇刀，原田正夫，最上嗣生，園部好德，川瀨晶子

## 製作
《東京教父》是日本動畫導演今敏的第三部正式作品，這是今敏作品中最貼近現實世界元素的作品，劇中並沒有幻想元素，這對於以幻想作品著稱的今敏的來說是罕見的。早在2001年《千年女優》的製作期間，MADHOUSE的製片人曾詢問今敏是否要計劃製作下一部作品，於是在《千年女優》電影完成後大約兩個月，今敏便寫了一份簡單的原案，並提交了一個“GO”的標誌，決定了下一部電影《東京教父》的製作內容，電影將焦點集中在無家可歸的露宿者、被拋棄的嬰兒等社會題材，並用喜劇的方式聯繫各主題的故事發展。《東京教父》花費的製作成本相較於前兩部電影還要來得更多，總計花費約3億日圓的預算。原作和編劇由今敏擔任，聯合編劇則選定為電視劇《白线流》和動畫《星際牛仔》中的信本敬子。吉卜力工作室的成員，曾擔任《隔壁的山田君》作畫監督的小西賢一被指定擔任本作的作畫監督，古屋勝悟則擔任演出一職。
在前兩部作品中，虛實變換魅力的主題被定位於故事的重點，並非於角色，但在《東京教父》中出現了變化，角色較為誇張的演出被強調成動畫的魅力，同時在製作階段時也優先考慮場景和分鏡板的製作安排。《東京教父》雖表面上為滑稽的戲劇故事，但在動畫表現並非簡單回歸老式漫畫的風格，而是以較大膽的超現實，但也符合寫實的形式為目的創作，藉此使角色內心細緻刻畫的真實感所表現出來，由於因應時代技術的變化，本作中也從手繪的傳統動畫轉至數位動畫。

### 概念構思
《東京教父》是一部堪稱“人情噺”（此指落語講人情冷暖的段子）的作品，即人與人之間情感牽絆的主題，然而電影的劇情有著各種不像本作品那樣直白的噱頭，今敏將電影稱為“扭曲的人情噺”，故事中最重要的母題是「巧合」、「命運」、「緣分」與「家庭」，儘管《東京教父》與前兩作比較，似乎沒有處理在「「虚構與現實的混交」的母題，但仔細注意也能理解電影意識到了“虛構與現實”的關係，而從編劇和導演的目標，則是將其作品以真實感和說服力描繪「有意義的巧合」，藉由故事中的巧合作為鋪陳，有意識的去搜集並且串連的劇情推進，使「奇蹟和機遇」、「不可能發生的事件」接二連三地發生。換言之，本作的意念是藉由奇蹟與機緣的「虛構」，藉由現實中流浪者的生活，使其經歷現實中永遠不會發生的事件，使之成為可能，更令主角群能夠若能找回過去所得的幸福，而這所謂的過程，就等於是這整部作品的故事。令電影使人感受出具有現實和令人信服的力量。
今敏曾表示「無家可歸的人顧名思義，就是『沒有家』」，但在這部電影中，流浪漢不僅僅是‘失去家的人’，還有‘失去家人的人’。因此從某種意義上而言，《東京教父》是講述一段家人恢復關係的故事。也展示了陌生人之間的細微而重要的聯繫，在作品所登場的三個主角，雖並沒有實際的參考藍本，但今敏從一開始對這三人就已經有概略的構想，那就是「家庭關係」。今敏之所以流浪漢擔任主角，是因為在他提出電影原案的想法之前，他就已對流浪漢感到很有興趣，儘管雖然現在是個很富裕的時代，卻依然產生了流浪漢，但也是因為時代富裕的因素，使得流浪漢才不至於餓死，還也得以在城市繼續生存下去，因此促使其想到，或許這個城市故意給予流浪漢生存的機會。另一種想法就是根據泛靈論而來，當城市的建築和小巷都可能有寄宿著不同靈魂，因此也令主角們意外踏入與城市重疊的另一個世界後。陸續發生了奇怪的巧合。在為了幫嬰兒找回父母為故事的主軸下，使主角們踏入平常絕對不會去的「異世界」，並藉由旅途的路上藉由冒險恢復曾經有過緊密聯繫的家人和社會的關係，而在冒險的過程中，另一個主角，也就是「東京」這個城市，始終都在一旁默默地守護著三人。事實上，今敏認為將冷氣和窗戶的室外機作為視為眼睛和嘴巴，就如同「像臉的風景」的想像，可以說是城中的神靈凝視著主角們的身影。然而從主角的視角看待，這些“臉”基本是看不到的，因此只有觀眾才能注意到。
對於三個沒有血緣關係的主角，卻都具備了像家人一樣條件的設定。今敏認為這也預示著「未來家庭的新形象」的想法，也許在未來是可以被接受的。今敏的想法認為每個人都能找到一種方式來擁有自己的家庭，並非於一個「正常」家庭該為何樣的標準化，今敏表示，他無意將無家可歸者描繪成軟弱和不幸的代表，或者是社會的阻礙，他認為忠實呈現出他們為了生存表現出的活力及耐力，以及每個人弱點及後悔的象徵。他們不快樂的原因並非他們無家可歸，而是因為他們的生活已經失去了往日的光彩，而所謂獲得幸福，則是在於這恢復的過程。

## 製作人員
- 原作・導演 / 分鏡 - 今敏
- 企畫 - 丸山正雄（MADHOUSE）
- 劇本 - 信本敬子（日语：信本敬子）、今敏
- 角色設定 - 小西賢一、今敏
- 演出 - 古屋勝悟
- 作畫監督 - 小西賢一 / 安藤雅司、井上俊之
- 美術監督 - 池信孝
- 美術監督補佐 - 猪田薫、伊奈淳子
- 色彩設計 - 橋本賢
- 色彩設計補佐 - 鳥形昌子
- 攝影監督 - 須貝克俊
- 編集 - 瀨山武司、木村佳史子
- 標題文字 - 山下京子
- 音樂 - 鈴木慶一、moonriders
- 音樂製作 - エガリテmoonriders ディビジョン
- 音響監督 - 三間雅文
- 音響効果 - 倉橋静男（Sound Box）
- 角色分配經紀人- 柏倉努
- 錄音工作室- Aoi Studio
- 音響製作 - テクノサウンド
- 製作製作人- 豊田智紀
- 製作進行 - 吉野智美、渡邉和夫、高橋亮平
- 動畫製作 - MADHOUSE
- 製作人 - 小林信一、滝山雅夫、真木太郎
- 助理製作人 - 増田弘道、森島太朗、千野毅彦、横山真二郎、神部宗之
- 發行・宣傳 - 索尼影視娛樂
- 製作 - 「東京教父」製作委員會（MADHOUSE、索尼影視娛樂、電通、GENCO）

## 評價
| 媒體           | 累積評分 |
| -------------- | -------- |
| AllMovie       | [ 15 ]   |
| Metacritic     | 73 / 100 |
| MUBI           | [ 17 ]   |
| 爛番茄         | 91 / 100 |
| 網路電影資料庫 | 7.8 / 10 |

《東京教父》普遍得到相當正面的評價，在爛番茄得到91%的正面評價，在網路電影資料庫中獲得7.1的分數。評論家一致認為：「《東京教父》的美麗和實質性，述說著一段動人的，但也有點不合常規的——聖誕佳節。」[在Metacritic上，根據25位評論家的紀錄，這部電影的加權平均得分為73分（滿分100分），表明普遍好評。羅傑·埃伯特在四顆星中給了這部電影三顆星，稱其為「令人痛心和暖心」的作品。
蘇珊·喬利夫·內皮爾 (Susan Napier)則認為：《東京教父》是動漫和漫畫趨勢的一部分，以較為黑暗寫實的方式描繪著『家庭』，不僅展示著傳統家庭型態所延伸的問題，以及人們試圖從破碎的家庭中逃離出來構建『偽家庭』呈現當代日本社會的孤立議題。 儘管在整部電影中似乎對傳統家庭進行了批評，但隨著結局每個人都回到他們的傳統／原始家庭，使電影以一種更加保守的情況結束。然而電影對於現實生活的寫照，以及敘事畫面皆具有諷刺的意味。
2022年4月，《Paste (magazine)》評選前100名不限年份的最佳日本動畫電影，《東京教父》排名第30名。同年在爛番茄發表的「有史以來最佳聖誕節電影」排行榜位居第13名，Metacritic發表的「最佳21世紀節日電影」排行榜排名第11名。2023年3月，本片在爛蕃茄發表「根據爛番茄評論家評比，100部不限時間的最佳日本動畫電影」排行榜名列第21名。

### 電視播放
此片曾在台灣的AXN播放。

## 獲獎
《東京教父》後來和《千年女優》同時入圍2003年第76屆奧斯卡金像獎的奧斯卡最佳動畫片獎第一輪角逐名單，但並沒有獲選至最終入圍名單。
| 日期   | 國別   | 獎項/活動/頒獎單位           | 類別                                                         | 獲獎或入圍者             | 結果 |
| ------ | ------ | ---------------------------- | ------------------------------------------------------------ | ------------------------ | ---- |
| 2003年 | 日本   | 藤本賞                       | 獎勵獎                                                       | 《東京教父》 丸山正雄    | 獲獎 |
| 2003年 | 日本   | 每日電影獎                   | 動畫電影獎                                                   | 《東京教父》             | 獲獎 |
| 2003年 | 日本   | 日本新媒體動漫藝術節動畫部門 | 動畫部門優秀獎                                               | 《東京教父》             | 獲獎 |
| 2003年 | 日本   | 日本新媒體動漫藝術節動畫部門 | 大賞                                                         | 《東京教父》             | 提名 |
| 2003年 | 日本   | 第18屆多媒體內容大獎         | 經濟產業大臣獎                                               | 《東京教父》             | 獲獎 |
| 2003年 | 義大利 | Future Film Festival         | 最優秀作品獎                                                 | 《東京教父》             | 獲獎 |
| 2004年 | 日本   | 東京國際動畫博覽會           | 動漫獎競賽劇場電影部優秀作品獎 個人賞：導演獎 個人賞：美術獎 | 《東京教父》 今敏 池信孝 | 獲獎 |
| 2004年 | 西班牙 | 錫切斯電影節                 | 最優秀動畫電影觀眾獎                                         | 《東京教父》             | 獲獎 |

## 外部連結
- 官方网站（日語）
- 官方网站（英文）
- 東京教父在動畫新聞網百科全書中的資料（英文）
- 互联网电影数据库（IMDb）上《東京教父》的资料（英文）
- Box Office Mojo上《東京教父》的資料（英文）
- AllMovie上《東京教父》的资料（英文）
- . 日本電影資料庫.   [2007-07-21]. （原始内容存档于2016-03-03） （日语）.